# Grubenunglück von Buggingen

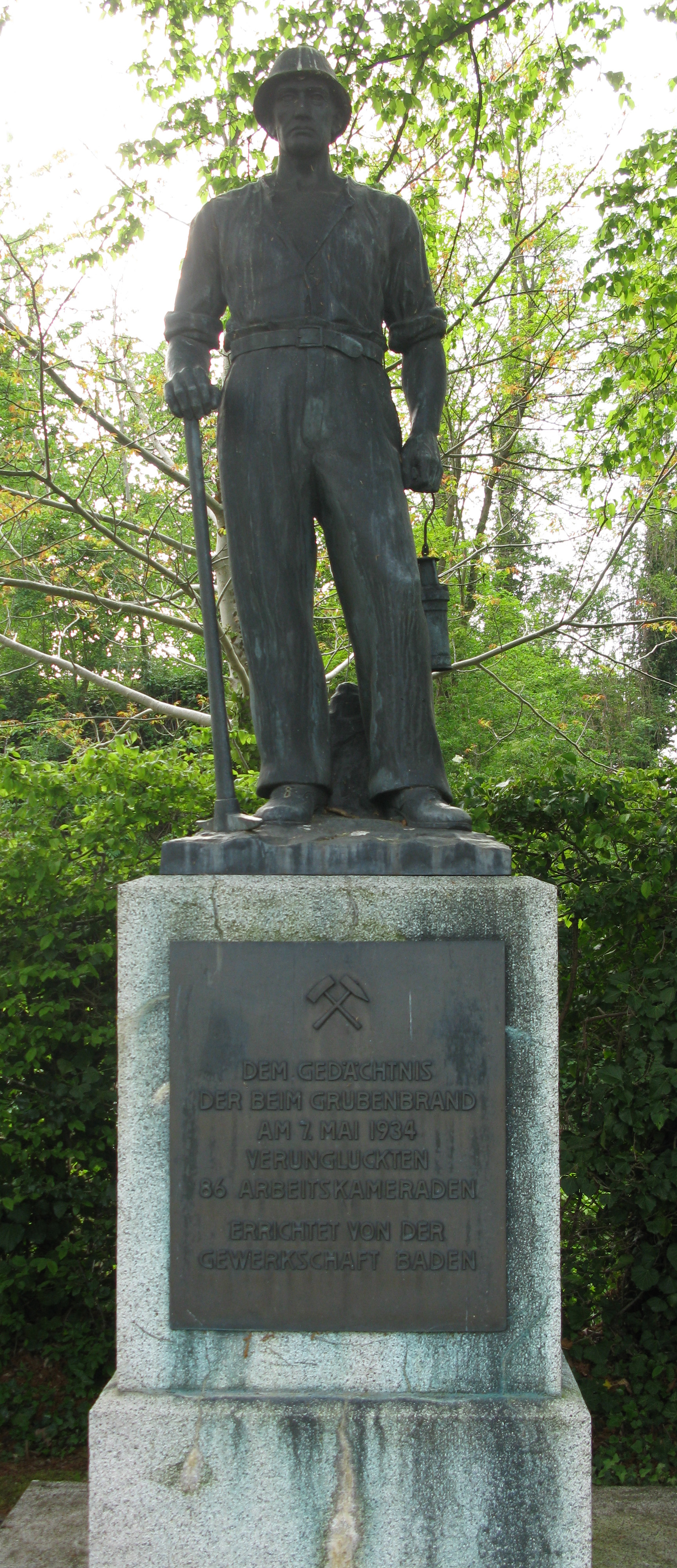
Denkmal auf dem Friedhof von Buggingen anlässlich des Grubenbrandes am 7. Mai 1934

Das Grubenunglück von Buggingen ereignete sich am  Montag, dem 7. Mai 1934 in der Kaligrube der „Gewerkschaft Baden“ und forderte 86 Todesopfer.

## Unfallhergang
Nach einem regulären Schichtbeginn um 06:00 Uhr kam es gegen 10:00 in ca. 850 m Entfernung zum einziehenden Schacht 1 (Baden) zu einem elektrischen Kurzschluss. Der Lichtbogen entzündete die als Verzug dienenden Reisigbündel und den Holzausbau. Während sich die Belegschaft des Reviers 2 retten konnte, gelang dies der Belegschaft des Reviers 1 nicht. Aufgrund festgelegter Wettertüren wurde ihr Arbeitsbereich umgehend verqualmt, die Bergleute starben mutmaßlich binnen einer halben Stunde an Kohlenmonoxidvergiftungen.

## Rettungsmaßnahmen
Bereits um 10:20 waren zwei Grubenwehrtrupps mit Atemschutz im Einsatz, denen jedoch lediglich die Bergung eines Toten gelang. Nachdem vergeblich versucht wurde, durch Umkehren der Wetterrichtung die Brandausbreitung zu stoppen und keine Hoffnung auf Überlebende bestand, wurde gegen 16:30 das Grubengebäude abgedämmt.

## Leichenbergung

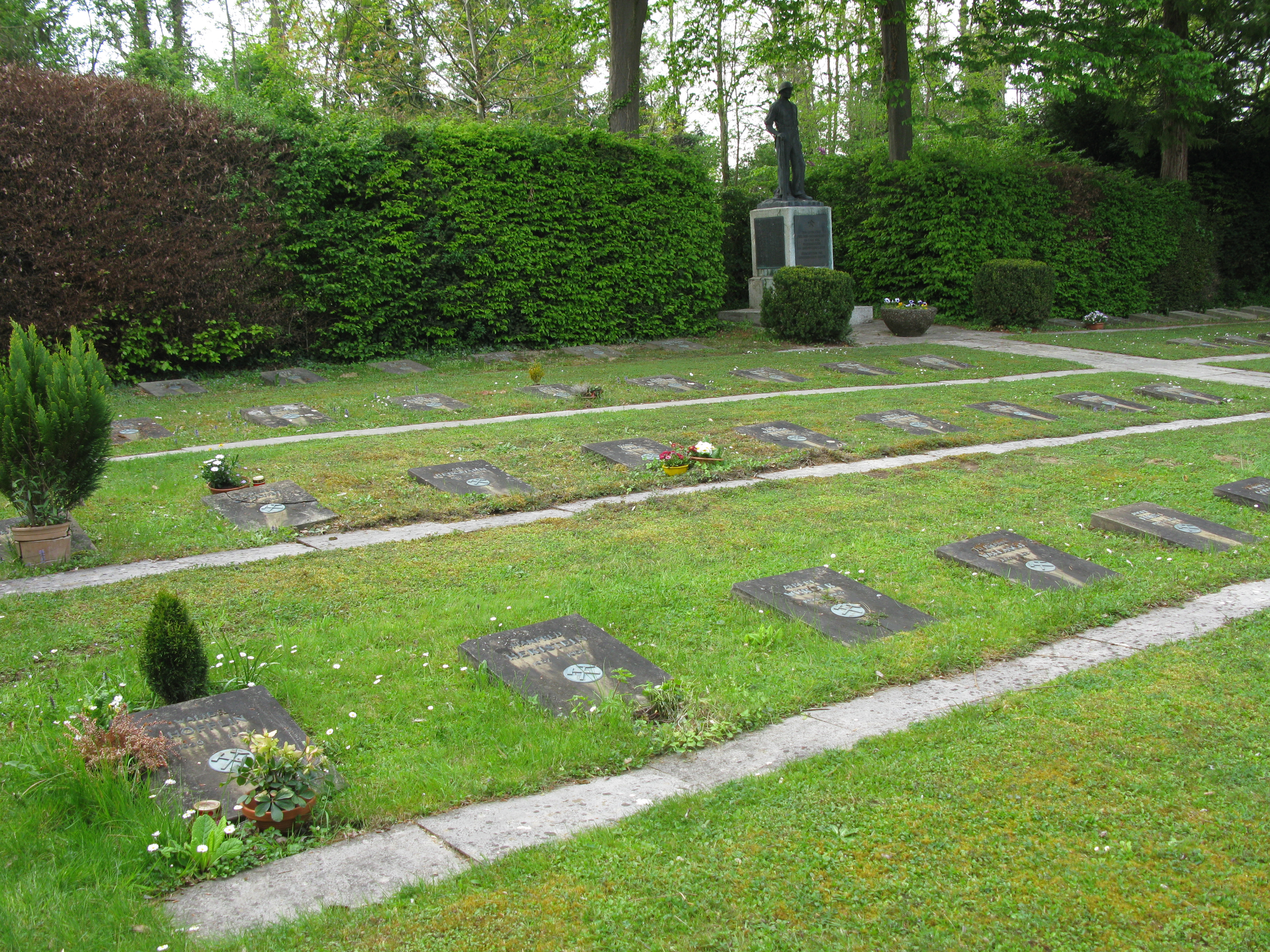
Gräberfeld auf dem Bugginger Friedhof

Am 23. Mai 1934 wurden mit der Öffnung der Grube begonnen und die noch mit Brandgasen gefüllte Grube durch Grubenwehrmänner mit Atemgerät auf letzte Brandherde untersucht. Der Restsauerstoffgehalt betrug zu dieser Zeit weniger als 10 %. Nachdem ein Wiederaufflammen des Brandes nicht zu befürchten war, wurde der Grubenlüfter wieder in Betrieb genommen und nach zwei Tagen am 4. Juni 1934 mit der Bergung der Toten begonnen. Die Bergung war am 6. Juni abgeschlossen.

## Bestattungen und Trauer
Die gemeinsame Bestattung mehrerer  Opfer auf dem Friedhof in Buggingen, die Trauerfeier sowie die Einweihung eines Ehrenmals fanden am 5. Mai 1935 statt.